# Špilja Vrelo
Špilja Vrelo je špilja u Gorskom kotaru.
Slučajno je otkrivena 1950. za vrijeme vađenja kamena koji je služio za izradu brane i ceste oko jezera Bajer kod Fužina. Ukupno je dugačka oko 300 m, no oko 180 m uređeno je za turiste. Iza turističkog puta nalazi se zatrpana prostorija dužine oko 500 m. Špilja Vrelo puna je lijepih siga (speleo tema). U njoj žive i razne životinje kao što su špiljski pauci, leptiri i šišmiši (preko zime). Kraj špilje je zatvoren jer se zarušio prema nekim teorijama zbog vode koja protječe kroz špilju, potresa ili miniranja. U špilji je i izvor u kojem su ronili ronioci iz Hrvatske i Francuske.
Voda iz špilje izvire kao malo vrelo te tokom kišnih razdoblja poplavi cijelu špilju.
Ona je jedina špilja u Europi koja nema stepenica i zato je dostupna invalidima.
Mnoge školske skupine idu u obilazak ove špilje koja je poznata turistička atrakcija.

## Vanjske poveznice
- Turistička zajednica općine Fužine - Špilja Vrelo